# Окрайшув
Окрайшув (пол. Okrajszów) — село в Польщі, у гміні Радомсько Радомщанського повіту Лодзинського воєводства.
Населення — 199 осіб (2011).
У 1975-1998 роках село належало до Пйотрковського воєводства.

## Демографія
Демографічна структура станом на 31 березня 2011 року:
|          | Загалом | Допрацездатний вік | Працездатний вік | Постпрацездатний вік |
| -------- | ------- | ------------------ | ---------------- | -------------------- |
| Чоловіки | 95      | 21                 | 69               | 5                    |
| Жінки    | 104     | 18                 | 62               | 24                   |
| Разом    | 199     | 39                 | 131              | 29                   |